# Zwinglio Mota Dias
Zwinglio Mota Dias (1941, Passa Quatro - 19 de novembro de 2021, Juiz de Fora) foi um teólogo, pastor, ativista dos direitos humanos, líder ecumênico, cientista da religião e professor universitário brasileiro.

## História
Zwinglio nasceu em uma família de presbiterianos, recebendo o nome do reformador Ulrico Zuínglio. Cursou o Ensino Médio no Instituto Gammon, em Lavras, onde foi aluno de Rubem Alves e decidiu entrar para o seminário teológico. Ingressou no Seminário Presbiteriano de Campinas, onde se tornou parte da União Estadual Estudantil de São Paulo. Depois se transferiu para a Facultad Evangélica de Teologia de Buenos Aires (atualmente conhecida como Instituto Superior de Estúdios Teológicos), em 1963, se graduou em Teologia.
De volta ao país, tornou-se pastor da Igreja Presbiteriana do Brasil em Minas Gerais e militante ativo do movimento ecumênico. Participou da formação do Centro Ecumênico de Informação (CEI), de onde surgiu depois o Instituto de Estudos da Religião (ISER) e o Centro Ecumênico de Documentação e Informações (CEDI), do qual foi secretário-geral até 1994.
Em 1970, Zwinglio apoiou a abertura da Igreja Presbiteriana na Vila da Penha, mas em 1 de julho foi preso no DOI-CODI no Rio de Janeiro, onde sofreu tortura para denunciar seu irmão Ivan Mota Dias. Após ser solto, em 1971, decidiu exilar-se em Montevidéu, onde permaneceu por dois anos. Nesse período, atuou no movimento ISAL (Igreja e Sociedade na América Latina), colaborou na publicação da Revista Cristianismo y Sociedad e atuou como pastor da Igreja Metodista do Uruguai.
Entre 1973 e 1978, fez seu doutorado em Teologia na Universidade de Hamburgo, com a tese “Crises e tarefas no protestantismo brasileiro: um estudo sobre as condições histórico-sociais e as possibilidades pedagógico-populares da evangelização”, e estendeu sua atuação ecumênica para fora da América Latina. De volta ao Brasil, em 1980, Zwinglio foi professor no Seminário Teológico da Igreja Metodista no Rio de Janeiro e foi diretor da Revista Cristianismo y Sociedad. Reassumiu o pastorado voluntário da Igreja Presbiteriana na Penha, filiada à Igreja Presbiteriana Unida do Brasil (IPU) em 1983. Entre 1984 e 1992, coordenou o grupo consultivo do Programa de Missão Rural e Urbana, do Conselho Mundial de Igrejas; foi professor-visitante do McCormick Theological Seminary, em Chicago, em 1993, e do Emmanuel College da Victory University, em Toronto, em 1995.
Entre 1982 e 1989, foi professor do Departamento de Ciência da Religião da Universidade Federal de Juiz de Fora (UFJF). Voltou a essa posição entre 1998 e 2010, quando se aposentou, permanecendo como professor convidado. Integrou também a Assembleia da Koinonia – Presença Ecumênica e Serviço, da qual foi um dos fundadores.
Em 2012, recebeu o título de cidadão honorário de Juiz de Fora. Era pastor emérito na IPU, filiado ao Presbitério Rio Novo e desde 2017 integrava a Secretaria de Educação Teológica da igreja.
Faleceu em 19 de novembro de 2021, em Juiz de Fora, após vários anos lutando contra um câncer. Era casado com Elizandra e teve cinco filhos.

## Obras
- Ecumenismo e diálogo inter-religioso: A arte do possível (em co-autoria com Faustino Teixeira);[7]
- Os Vários Rostos Do Fundamentalismo;[8]
- Memórias ecumênicas protestantes: Os protestantes e a Ditadura: colaboração e resistência;[9]
- A Reinvenção do Protestantismo Reformado no Brasil;[10]
- Protestantes Evangélicos E (Neo) Pentecostais;[11]
- Discussão Sobre A Igreja;[12]
- Profecia & Comunidade - Sete Estudos Exemplares.[13]